# David Denby

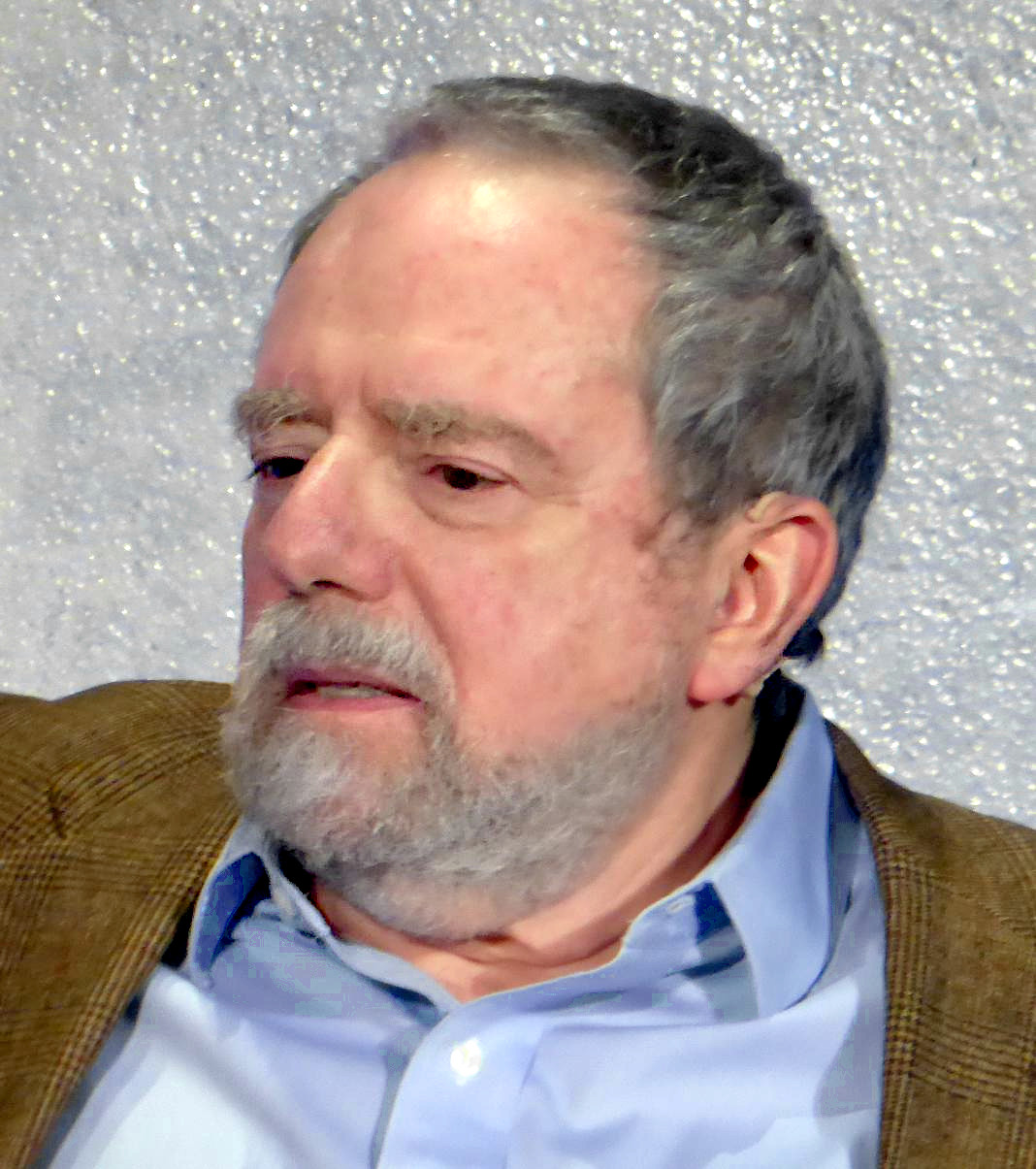
David Denby, 2016

David Denby (?, 1943) é um jornalista estadunidense, mais conhecido por seu trabalho de crítica de cinema na revista The New Yorker.

## Biografia
Denby cresceu em Nova Iorque. Bacharelou-se em Artes pela Columbia University em 1965 e obteve mestrado em jornalismo no ano seguinte. Começou a carreira nos anos 1970 como assistente de Pauline Kael. Publicou alguns livros, além dos artigos sobre filmes.